# Gian Paolo Barbieri
Pour les articles homonymes, voir Barbieri.
Gian Paolo Barbieri, né en 1935 à Milan où il meurt le 17 décembre 2024, est un photographe de mode italien.

## Biographie
Né à Milan dans une famille de marchands de tissus, Gian Paolo Barbieri s'intéresse d'abord au théâtre et forme avec deux amis Il Trio, une troupe de théâtre avec laquelle ils rejouent des extraits de films célèbres.
En 1953, il obtient un petit rôle dans Médée mis en scène par Luchino Visconti au Teatro Manzoni, avec Sarah Ferrati (it) et Memo Benassi,. Il n'a jamais fréquenté d'école de photographie, mais son grand amour pour les films noirs américains des années 1960 l'a poussé à expérimenter les techniques de l'éclairage dans la cave de sa maison.
Grâce à l'aide du producteur de soie suisse Gustav Zumstegcon, un ami de la famille, il devient en 1961, l'assistant du photographe Tom Kublin du Harper's Bazaar pour les prises de vue des collections de mode françaises qui se déroulent à Paris. Cette expérience a été très courte en raison du décès prématuré de Tom Kublin vingt jours plus tard. Barbieri retourne à Milan où en 1964 il ouvre un studio sur la Viale Majno, commençant bientôt à collaborer avec le magazine Novità[source secondaire souhaitée] qui deviendra deux ans plus tard Vogue Italia.
En 1965, il commence sa collaboration à la revue Vogue Italie par la réalisation de la couverture du premier numéro. Il débute alors sa collaboration avec les publications du Groupe Condé Nast telles que Vogue Italia, Vogue America, Vogue France et Vogue Allemagne. Gian Paolo Barbieri a photographié un certain nombre de grands noms de la Dolce vita italienne. À Cinecittà, il s'occupait des acteurs émergents et la nuit, il développait les photos dans la salle de bain de l'hôtel où il séjournait. Il a travaillé avec des monuments de la mode tels que Diana Vreeland, Yves Saint Laurent, Valentino et Pino Lancetti et a photographié des actrices et des mannequins tels que Eva Herzigová, Jerry Hall, Veruschka, Monica Bellucci, Mirella Petteni et Audrey Hepburn.
Parallèlement, il est le créateur de campagnes pour des marques de mode internationales telles que Valentino, Gianni Versace, Gianfranco Ferré, Armani, Bulgari, Chanel, Yves Saint Laurent, Dolce & Gabbana, Vivienne Westwood et bien d’autres. Gian Paolo Barbieri a également été contacté pour travailler pour le Vogue américain par l'éditrice Diana Vreeland, mais il a refusé.
En 1968, le magazine allemand Stern le plaçait parmi les 14 meilleurs photographes de mode au monde.
À partir des années 1990, il combine sa passion pour la mode avec des recherches sur les paysages, les portraits et les natures mortes, et ramène de ses voyages des images de pays et de cultures exotiques[source secondaire souhaitée]. Il a publié plusieurs livres de photographies avec des photos de ses recherches ethnographiques et de ses voyages. En 2016, il a transféré ses immenses archives à la Fondation Barbieri qui vise à préserver l'héritage culturel du fondateur et à promouvoir et accompagner les nouveaux talents du monde de la mode. En 2018, il a reçu le prestigieux prix de photographie de mode du jury international du Lucie Award à New York .
Il a poursuivi, pratiquement jusqu'à son décès, son activité de photographe pour des magazines et des clients spéciaux.

## Style
Les clichés de Gian Paolo Barbieri se caractérisent par un souci du détail et un goût excentrique facilement reconnaissable. En fait, Barbieri s'occupait lui-même du maquillage, des accessoires, de la coiffure des modèles et de la scénographie, rôle qui incomberait aujourd'hui au rédacteur de mode. L'une de ses couvertures les plus célèbres présente un mannequin portant des boucles d'oreilles faites de balles de ping-pong en nacre. Dans ses clichés, il traite les vêtements comme des œuvres d'art, essayant de reproduire leur poésie et d'entrer dans l'esprit du créateur.
Toujours apprécié dans le monde de la mode haute couture, c'est grâce au partenariat avec le créateur Valentino que Barbieri parvient à exprimer son style et à inventer le concept moderne de la campagne publicitaire. Gian Paolo Barbieri a toujours étudié l'idée derrière ses clichés avec une vision hors des sentiers battus, il a fait diverses « choses folles » pour créer ses photographies[source secondaire souhaitée]. Il a par exemple mobilisé Port-Soudan pour lui faire soulever un chameau avec une grue, ou encore il a attendu des jours entiers qu'un aiguillat assez gros, 7 mètres, morde dans l'idée de le faire porter au mannequin.
Grand amateur d'art et de théâtre, Gian Paolo Barbieri a toujours considéré comme fondamentales la connaissance artistique et l'étude préalable d'un plan dans ses moindres détails. Il a souvent inclus dans ses œuvres des citations de maîtres des arts visuels, du cinéma et du futurisme, recherchant avant tout l'immédiateté, la capacité d'une image à capter le regard.
Avec Gianni Penati (it), il fut le premier photographe de mode à travailler pour le nouveau Vogue Italia, ses photos trahissent son amour pour le cinéma. Jusque dans les années 1990, son éclairage préféré était souvent constitué de grands projecteurs de cinéma à lumière continue. Même la prédilection pour les décors aux constructions scénographiques compliquées et la parfaite maîtrise de la mise en scène avec différents modèles et personnages révèlent autant des qualités de metteur en scène que de photographe. Barbieri a pris des photos de mode grand format ; les Polaroïds, en grand format, présents dans certaines de ses expositions en témoignent également.

## Publications

### Ouvrages
- 1982 : Artificial, FotoSelex
- 1982 : I grandi fotografi: Barbieri, Gruppo editoriale Fabbri
- 1982 : Venti Anni di Vogue Italia 1964-1984, éditions Condé Nast
- 1984 : Silent Portraits, Massimo Baldini
- 1988 : Barbieri, Fabbri
- 1989 : Tahiti tattoos, Fabbri
- 1989 : The maps of desire, Pomellato
- 1991 : Pappa & Ciccia, Pappa & Ciccia Editori
- 1997 : Madagascar, Taschen
- 1998 : Tahiti tattoos, Taschen
- 1999 : Equator, Tashen
- 1999 : Exotic nudes, Taschen
- 2001 : A History of fashion, Photology
- 2004 : Innatura, Contrasto
- 2006 : Sud, Pomellato
- 2007 : Body haiku, Dolci Japan gallery
- 2007 : Gian Paolo Barbieri, Federico Motta
- 2013 : Dark memories, Skira
- 2015 : Skin, Silvana
- 2016 : Flowers, Silvana
- 2016 : Fiori della mia vita, Silvana

### Parutions dans les magazines de mode
- Actualités
  - 1963 : juillet, novembre
  - 1964 : février, juillet, septembre, octobre, novembre
  - 1965 : septembre

Vogue Italie
  - 1965 : novembre (Isa Stoppi), décembre (Mirella Petteni)
  - 1966 : janvier, février, novembre, décembre
  - 1967 : novembre, décembre
  - 1968 : janvier, février, avril, mai, juin, septembre, octobre
  - 1969 : janvier, février, mars, juillet
  - 1971 : avril
  - 1972 : mai, octobre, décembre
  - 1973 : juin, septembre, octobre, décembre
  - 1974 : mars, juin, septembre, novembre
  - 1975 : mars, avril, juin, septembre, octobre, novembre, décembre
  - 1976 : septembre, octobre, décembre
  - 1977 : mars, avril, mai, novembre, décembre
  - 1978 : avril, mai, juin, novembre, décembre
  - 1979 : janvier, mars, juillet, décembre
  - 1980 : février, mars, mai, juin, octobre, décembre
  - 1981 : février, mai, septembre, octobre, décembre
  - 1982 : juin, septembre
  - 1983 : janvier
  - 1985 : mars
  - 2013 : mars

- Linea Italiana
  - 1966 : printemps-été
  - 1967 : automne-hiver
  - 1968 : printemps-été

- Vogue Paris
  - 1974 : juin

- Vogue Japon
  - 2017 : janvier

- Progresso Fotografico (it)
  - 1981 : janvier

- Photo Italie
  - 1989 : numéro 165
  - 1990 : numéro 180
  - 2001 : numéro 11

- iO Donna
  - 1997 : mars, avril, juillet
  - 1998 : juillet, novembre
  - 1999 : décembre

- GQ
  - 2000 : juillet, septembre, octobre, novembre
  - 2001 : février, mars, août, septembre, octobre, novembre
  - 2002 : juin, juillet
  - 2003 : janvier, mars, mai, novembre
  - 2004 : février, juin
  - 2005 : avril, mai, août, novembre
  - 2006 : février, mai
  - 2014 : juillet

- GQ Russie
  - 2011 : mars

- Vanity Fair Italie
  - 2004 : mars, mai
  - 2005 : mai, octobre
  - 2006 : juillet, novembre
  - 2008 : août, septembre
  - 2009 : juillet

- Glamour Italie
  - 2015 : octobre

## Expositions
- 1984 : Shots of style, Victoria and Albert Museum, Londres[12]
- 1984 : Twenty years of Vogue 1964–1984, Triennale de Milan [13]
- 1986 : Gian Paolo Barbieri and fashion 1964–1986, la Rinascente, 1986
- 2008 : Oceans, Galerie G&B, Flero
- 2008 : SI fest Savignano[14]
- 2009 : La magia della Polaroid, Il centro Italiano della fotografia d’Autore Bibbiena[15]
- 2009 : Gian Paolo Barbieri, Galerie Forni, Bologne[16]
- 2009 : Atri festival reportage, Atri, Teramo[17]
- 2009 : La moda scritta con la luce, palazzo Arese Borromeo, Cesano Maderno[18]
- 2010 : Exotica, Clic bookstore & gallery, New York[19]
- 2012 : Fotografie – Gian Paolo Barbieri, Wave photogallery, Brescia[20]
- 2013 : Dark memories, galleria Sotheby's, Milan[21]
- 2013 : The forbidden works, Photology art gallery, Milan
- 2013 : Fucecchio photo festival [22]
- 2014 : The seduction of fashion, Saint Bénin center, Aoste
- 2014 : MIA photo Fair, Singapour[23]
- 2015 : Fashion and fiction MAMM - multimedia art museum, Moscou
- 2015 : MIA photo fair, The mall - Porta Nuova, Milan[24]
- 2015 : Gian Paolo Barbieri il regista della moda, palazzo Corvaja, Taormina[25]
- 2016 : Artefiera 2016, Bologne[26]
- 2016 : Fashion and fiction, Zarya - contemporary art center, Vladivostok[27]
- 2016 : MIA photo fair, The mall - Porta Nuova, Milan[24]
- 2016 : WOP art fair, Centre des expositions, Lugano[28]
- 2016 : Eye. heart and mind, galleria 29 arts in progress, Milan
- 2017 : « Di Moda », fotografie dal 1950 al 2000, Macof, Brescia[29]
- 2017 : In Viaggio, galleria 29 arts in progress, Milan
- 2018 : My name is style, galleria 29 arts in progress, Milan[30]
- 2018 : Artefiera 2016, Bologne[26]
- 2018 : MIA photo fair, The mall - Porta Nuova, Milan[24]
- 2018 : Photo London 2018, Somerset House, Londres[31]
- 2019 : Fashion and fiction, Nijni Novgorod, Russie[32]
- 2019 : Arti educare, Potenza
- 2019 : Photo London 2019, Somerset House, Londres[31]
- 2019 : Polaroids and more, galleria 29 Arts In Progress, Milan, 10 mai - 27 juillet 2019[11]
- 2019 : Photo Basel, Bâle[33]
- 2019 : Vedo Nudo, arte tra seduzione e censura, Palazzina Azzurra, San Benedetto del Tronto, 6 juillet - 6 octobre 2019[34]
- Collection permanente, Victoria and Albert Museum, Londres[35]

## Crédit d'auteurs
- (it) Cet article est partiellement ou en totalité issu de l’article de Wikipédia en italien intitulé « Gian Paolo Barbieri » (voir la liste des auteurs).